# 第12回ゴールデンラズベリー賞
第12回ゴールデンラズベリー賞は、第64回アカデミー賞授賞式前日の1992年3月29日にハリウッド・ルーズベルト・ホテルで発表・授賞式が行われた。

## 受賞とノミネートの一覧
受賞は太字、それ以外はノミネートである。

### 最低作品賞
- クール・アズ・アイス
- Dice Rules
- ハドソン・ホーク
- 絶叫屋敷へいらっしゃい
- ブルーラグーン

### 最低男優賞
- アンドリュー・ダイス・クレイ - Dice Rules
- ケビン・コスナー - ロビン・フッド
- シルヴェスター・スタローン - オスカー
- ヴァニラ・アイス - クール・アズ・アイス
- ブルース・ウィリス - ハドソン・ホーク

### 最低女優賞
- キム・ベイシンガー - あなたに恋のリフレイン
- サリー・フィールド - 星の流れる果て
- マドンナ - イン・ベッド・ウィズ・マドンナ
- デミ・ムーア - 夢の降る街、絶叫屋敷へいらっしゃい
- 生きているほうのショーン・ヤング - 死の接吻

### 最低助演男優賞
- ダン・エイクロイド - 絶叫屋敷へいらっしゃい
- リチャード・E・グラント - ハドソン・ホーク
- アンソニー・クイン - モブスターズ/青春の群像
- クリスチャン・スレーター - モブスターズ/青春の群像、ロビン・フッド
- ジョン・トラボルタ - 過ぎゆく夏

### 最低助演女優賞
- サンドラ・バーンハード - ハドソン・ホーク
- オカマ役のジョン・キャンディ - 絶叫屋敷へいらっしゃい
- ジュリア・ロバーツ - フック
- マリサ・トメイ - オスカー
- 殺されたほうのショーン・ヤング - 死の接吻

### 最低監督賞
- ダン・エイクロイド - 絶叫屋敷へいらっしゃい
- ウィリアム・A・グレアム - ブルーラグーン
- デヴィッド・ケロッグ - クール・アズ・アイス
- ジョン・ランディス - オスカー
- マイケル・レーマン - ハドソン・ホーク

### 最低脚本賞
- クール・アズ・アイス - デヴィッド・ステン
- Dice Rules - アンドリュー・ダイス・クレイ、レニー・シュルマン
- ハドソン・ホーク - スティーヴン・E・デ・スーザ、ダニエル・ウォーターズ、ブルース・ウィリス、ロバート・クラフト（英語版）
- 絶叫屋敷へいらっしゃい - ダン・エイクロイド、ピーター・エイクロイド
- ブルーラグーン - レスリー・スティーヴンス、原作のヘンリー・ドヴィア・スタックプール

### 最低新人賞
- ブライアン・ボズワース - ストーン・コールド
- ミラ・ジョヴォヴィッチ - ブルーラグーン
- ブライアン・クラウス - ブルーラグーン
- クリスティン・ミンター - クール・アズ・アイス
- ヴァニラ・アイス - クール・アズ・アイス

### 最低主題歌賞
- "Addams Groove" - アダムス・ファミリー
- "Cool as Ice" - クール・アズ・アイス
- "Why Was I Born" - エルム街の悪夢 ザ・ファイナルナイトメア